# Roman de gare (bande originale)
Pour l’article homonyme, voir Roman de gare.
Albums de Gilbert Bécaud
Suite
(2005)
Roman de gare est la bande originale du film de Claude Lelouch, Roman de gare, sorti au cinéma en 2006. Elle reprend des chansons de Gilbert Bécaud et sort en juin 2007.

## Titres
1. Crois-moi, ça durera (version originale, Pierre Delanoë/Gilbert Bécaud)
2. T'es venu de loin (version 2007, Louis Amade/Gilbert Bécaud)
3. Crois-moi, ça durera (version instrumentale, Pierre Delanoë/Gilbert Bécaud)
4. Les cerisiers sont blancs (Maurice Vidalin/Gilbert Bécaud)
5. You'll See (version anglaise de Crois-moi ça durera, Pierre Delanoë, Norman Gimbel/Gilbert Bécaud)
6. Le Bain de minuit (Maurice Vidalin/Gilbert Bécaud)
7. Je t'aimerai jusqu'à la fin du monde (Louis Amade/Gilbert Bécaud)
8. La Maison sous les arbres (Pierre Delanoë/Gilbert Bécaud)
9. C'est en septembre (Maurice Vidalin/Gilbert Bécaud)
10. Crois-moi, ça durera (version inédite, Pierre Delanoë/Gilbert Bécaud)

## Crédits
- Produit et réalisé pour les Films 13 par Gaya Bécaud